# Vlaardingenspoorbrug
De Vlaardingenspoorbrug en Vlaardingenmetrobrug vormen een viaductenstelsel in Amsterdam Nieuw-West. Beide viaducten zijn gelegen daar waar de Ringspoordijk kruist met de Vlaardingenlaan en Aletta Jacobslaan waarvoor de dijk begin jaren zestig werd doorsneden. Beide viaducten kregen in november 2017 hun naam, een vernoeming naar de onderliggende Vlaardingenlaan, op zicht vernoemd naar Vlaardingen in Zuid-Holland. Amsterdam kent overigens ook een Vlaardingenlaanbrug; deze ligt ten oosten van dit stelsel in Rijksweg 10.

## Vlaardingenspoorbrug
De Vlaardingenspoorbrug werd gebouwd ten behoeve van de westelijke tak van de Ringspoorbaan tussen Luchthaven Schiphol en Station Amsterdam Centraal. Het traject en viaduct werd op 1 juni 1986 in gebruik genomen met Station Amsterdam Lelylaan als dichtstbijzijnd station. Daarna is hier nauwelijks iets gewijzigd. Het bouwwerk is geheel van beton.

## Vlaardingenmetrobrug
Half jaren negentig kreeg de spoorbrug gezelschap van een metrobrug (brug 1652). Deze brug van 52 meter lang en 10 meter breed zou vanaf 1997 de Metrolijn 50, bekend als Ringlijn, dragen. Het ontwerp voor deze viaducten was afkomstig van het GVB en werd uniform uitgevoerd voor kunstwerken in de route van die metrolijn. De metrobrug draagt het noordelijk eind van het Metrostation Henk Sneevlietweg, aan de zuidkant van het viaduct bevindt zich een toegang naar het metrostation.
Abcouderpadspoorbrug ·
AMC-Padspoorbrug ·
Amstelveensewegspoorbrug ·
Anderlechtspoorbrug ·
Arlandaspoorbrug ·
Basiswegspoorviaduct Oost ·
Basiswegspoorviaduct West ·
Beethovenspoorbrug ·
Ben Viljoenspoorbrug ·
Beukenwegspoorbrug ·
Bonispoorbrug ·
Bos en Lommerspoorbrug ·
Spoorbrug in de Burgemeester Stramanweg · 
Bullewijkspoorbrug ·
Carrascospoorviaduct ·
Celebesspoorbrug ·
Comeniusspoorbrug ·
Czaar Peterspoorbrug ·
Cruquiusspoorbrug ·
Dalsteinbrug ·
Domselaerspoorbrug ·
Erasmusspoorbrug ·
Europaboulevardspoorbrug ·
Frans de Wollantsspoorbrug ·
Gaasperdammerspoorbrug ·
Haarlemmerwegspoorbrug ·
Heemstedespoorbrug ·
Hemsterhuisspoorbrug ·
Henk Sneevlietspoorbrug ·
Hoogoorddreefspoorbrug ·
Houtmanspoorbrug ·
Houttuinenspoorbrug ·
Insulindespoorbrug ·
Jan Evertsenspoorbrug ·
Jan van Galenspoorbrug ·
Johan Huizingaspoorbrug ·
Kabelwegspoorbrug ·
Karspeldreefspoorbrug ·
Kastrupspoorbrug ·
Kattenburgerspoorbrug ·
Korte Prinsengrachtspoorbrug ·
Kruislaanspoorbrug ·
Lelylaanspoorbrug ·
Linnaeuskadespoorbrug ·
Linneausstraatspoorbrug ·
Meibergpadspoorbrug ·
Molukkenspoorbrug ·
Mr. Treubspoorbrug ·
Museumlijnspoorbrug ·
Nieuwegeinspoorbrug ·
Nieuwe Haagsespoorbrug ·
Noordzeewegspoorbrug ·
Omvalspoorbrug ·
Oostertoegangsspoorbrug ·
Oosterdoksspoorbrug ·
Overbrakerspoorbrug ·
Overzichtspoorbrug ·
Pablo Nerudaspoorbrug West ·
Pablo Nerudaspoorbrug Oost ·
Parnassusspoorbrug ·
Piarcospoorviaduct ·
Pieter Calandspoorbrug ·
Planciusspoorbrug ·
Ringdijkspoorbrug ·
Robert Fruinspoorbrug ·
Rozenoordspoorbrug ·
Schinkelspoorbrug ·
Seinewegspoorbrug Noord ·
Seinewegspoorbrug Zuid ·
Sloterdijkerwegspoorweg ·
Solitudolaanspoorbrug ·
Spaarndammerspoorbrug ·
Strandvlietspoorbrug ·
Tafelbergspoorbrug ·
Tjepmaspoorbrug ·
Transformatorwegspoorbrug ·
Van Swindenspoorbrug ·
Vlaardingenspoorbrug ·
Westerdoksdijkspoorbrug ·
Westertoegangsspoorbrug ·
Wibautspoorbrug ·
Wiltzanghspoorbrug ·
Wijttenbachspoorbrug ·
Zaandijkspoorbrug ·
Zaventemspoorbrug ·
Zeeburgerdijkspoorbrug ·
Zeeburgerpadspoorbrug